# Syrer in Deutschland

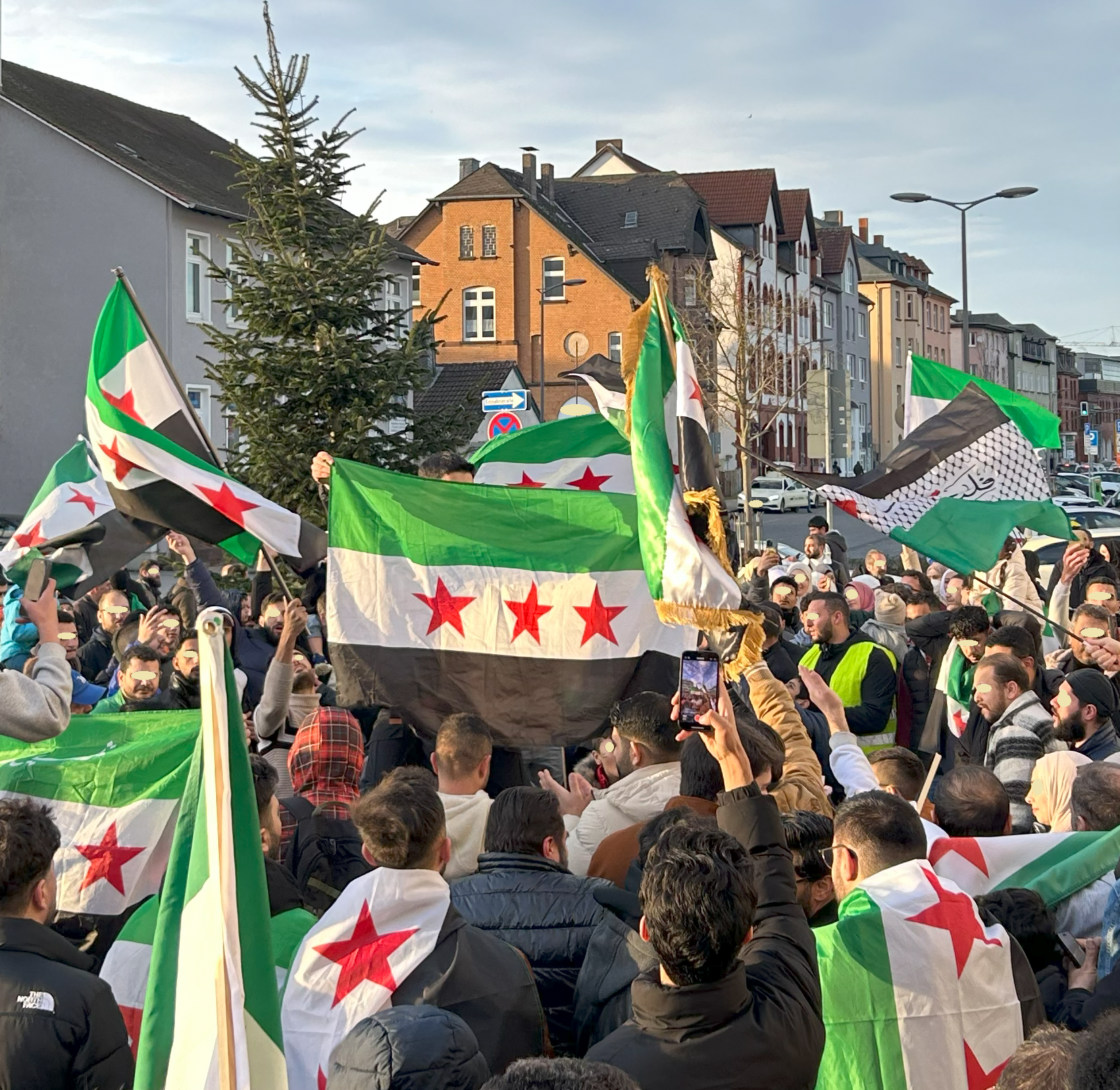
Syrer in Deutschland feiern den Sturz des Assad-Regimes am 8. Dezember 2024

Syrer in Deutschland (arabisch: السوريون في ألمانيا, al-Sūrīyūn fī Almāniyā) bezeichnet syrische Migranten in Deutschland oder Deutsche mit syrischen Wurzeln. Ihre Zahl wird Stand 2024 auf rund 1,22 Millionen geschätzt; davon rund 975.060 ohne deutsche Staatsangehörigkeit. Nach Türken und Ukrainern bilden die Syrer damit die drittgrößte ausländische nationale Gruppe in Deutschland. Von 2011 bis 2024 haben rund 252.500 Personen syrischer Herkunft die deutsche Staatsbürgerschaft erworben.
Die syrische Bevölkerung in Deutschland besteht hauptsächlich aus Menschen, die als Geflüchtete des syrischen Bürgerkriegs während der europäischen Migrationskrise 2015 nach Deutschland kamen. In Deutschland lebt die mit Abstand größte syrische Diaspora in Europa.

## Geschichte
Bereits vor dem Ausbruch des syrischen Bürgerkriegs im Jahr 2011 existierte eine syrische Migrantengemeinschaft in Deutschland, darunter überproportional viele Angehörige religiöser und ethnischer Minderheiten wie Assyrer und Aramäer. Im Jahr 2010 verzeichnete das Ausländerzentralregister rund 30.000 syrische Staatsbürger in Deutschland. Auch zahlreiche Gegner des syrischen Regimes unter Bashar al-Assad, insbesondere sunnitische Muslime und Palästinenser, suchten Zuflucht in Deutschland.
Die überwiegende Mehrheit der Syrer, die nach Deutschland gekommen sind, wanderte nach dem Ausbruch des syrischen Bürgerkriegs 2011 ein. Während der europäischen Migrationskrise von 2015–2016 gelangten Hunderttausende syrischer Flüchtlinge nach Deutschland, um Asyl zu beantragen.
Die meisten Syrer erhalten subsidiären Schutz nach der Genfer Flüchtlingskonvention, der ihnen den Status eines dauerhaften Aufenthalts gewährt, mit dem Recht auf Arbeit und der Möglichkeit, nach fünf Jahren Aufenthalt die deutsche Staatsbürgerschaft zu beantragen. Im Jahr 2023 waren Syrer mit Abstand die größte Gruppe ausländischer Staatsangehöriger, die die deutsche Staatsbürgerschaft erhielten (rund 75.000).
In Deutschland lebt die mit Abstand größte syrische Diaspora außerhalb des Nahen Ostens.
Von 2015 bis 2023 wurden rund 163.000 Syrer eingebürgert.

## Demografische Daten

Verteilung von nicht-deutschen Syrern auf Kreis-Ebene, 2021

### Grundlegende demografische Daten
- Gesamtzahl syrisch-stämmiger Menschen in Deutschland: 2023 wurde die Zahl der syrisch-stämmigen Menschen in Deutschland auf rund 1,28 Millionen geschätzt;[10] von denen rund 972.460 nicht die deutsche Staatsangehörigkeit haben.[11] Nach Türken und Ukrainern bilden die Syrer damit die drittgrößte ausländische nationale Gruppe in Deutschland.[11]
- Geschlechterverhältnis und Altersdurchschnitt: Im Jahr 2020 betrug das Geschlechterverhältnis der Syrer in Deutschland 59 % Männer zu 41 % Frauen; das Durchschnittsalter lag bei 22,4 Jahren, womit die Syrer gegenüber der deutschen Gesamtbevölkerung (Durchschnitt: 38,2 Jahre) ein sehr junges Bevölkerungsprofil aufweisen.[12]

- Migrationserfahrung: Im Jahr 2020 betrug die Zahl syrisch-stämmiger Personen 1,014 Millionen, von denen 864.000 (ca. 85 %) eine eigene Migrationserfahrung hatten;[13] rund 150.000 Menschen gehören zur ersten oder zweiten Generation in Deutschland geborener Syrer.[14]

- Ethnisch-religiöse Zugehörigkeit: Über die ethnisch-religiöse Zusammensetzung der Syrer in Deutschland liegen nur Zahlen zu Asylsuchenden vor. 2020 waren unter den asylsuchenden Syrern in Deutschland 58,3 % Araber und 29,2 % Kurden.[14] Der Anteil der Muslime lag bei 85 %, der von Christen (v. a. Assyrer verschiedener Konfessionen) bei 1,4 % und bei Jesiden 1,6 %.[14]

Laut Angaben des Bundesamts für Migration und Flüchtlinge (BAMF) machten im Zeitraum von 2010 bis 2024 Muslime den überwiegenden Teil der syrischen Asylerstantragsteller in Deutschland aus. Demnach bekannten sich 88,91 % der syrischen Antragsteller zum Islam. Christen stellten mit 2,61 % eine religiöse Minderheit dar, gefolgt von Jesiden mit 2,04 %. Etwa 0,64 % der Antragsteller gaben an, keiner Religion anzugehören. Bei 5,8 % war die Religionszugehörigkeit entweder unbekannt oder sie gehörten anderen beziehungsweise nicht näher spezifizierten Glaubensgemeinschaften an.
Folgende Tabelle gibt einen Überblick über die Ethnie der Erstantragstellenden auf Asyl aus Syrien laut dem BAMF:
| Jahr | Erstantragstellende | Araber | Kurden | Aramäer | Turkmenen | Palästinenser | sonstige | unbekannt |
| ---- | ------------------- | ------ | ------ | ------- | --------- | ------------- | -------- | --------- |
| 2013 | 11.851              | 38,4 % | 49,0 % | 2,8 %   |           |               | 7,0 %    | 2,8 %     |
| 2014 | 39.332              | 54,9 % | 34,8 % | 1,1 %   |           |               | 2,5 %    | 6,7 %     |
| 2015 | 158.657             | 66,6 % | 24,9 % | 0,4 %   |           |               | 1,2 %    | 6,9 %     |
| 2016 | 266.250             | 65,3 % | 29,0 % |         |           | 0,4 %         | 0,9 %    | 4,4 %     |
| 2017 | 48.974              | 56,6 % | 36,3 % |         |           | 0,4 %         | 1,1 %    | 5,6 %     |
| 2018 | 44.167              | 56,1 % | 31,1 % |         |           | 0,3 %         | 1,0 %    | 11,5 %    |
| 2019 | 39.270              | 56,6 % | 31,3 % |         | 0,3 %     |               | 0,7 %    | 11,1 %    |
| 2020 | 36.433              | 58,3 % | 29,2 % |         | 0,3 %     |               | 0,6 %    | 11,6 %    |
| 2021 | 54.903              | 64,4 % | 26,6 % |         | 0,2 %     |               | 0,5 %    | 8,3 %     |
| 2022 | 70.976              | 69,5 % | 23,4 % |         | 0,2 %     |               | 0,5 %    | 6,4 %     |
| 2023 | 102.930             | 71,8 % | 21,8 % |         | 0,5 %     |               | 0,5 %    | 5,4 %     |
| 2024 | 76.765              | 70,5 % | 22,9 % |         | 0,3 %     |               | 0,4 %    | 5,9 %     |

Folgende Tabelle gibt einen Überblick über die Religionszugehörigkeit der Erstantragstellenden auf Asyl aus Syrien laut dem BAMF:
| Jahr      | Erstantragstellende | Muslime | Christen | Jesiden | konfessionslos | sonstige/ unbekannt |
| --------- | ------------------- | ------- | -------- | ------- | -------------- | ------------------- |
| 2010      | 1.490               | 774     | 112      | 546     | 15             | 43                  |
| 2011      | 2.634               | 1.395   | 97       | 1.031   | 27             | 84                  |
| 2012      | 6.201               | 3.484   | 947      | 1.573   | 26             | 171                 |
| 2013      | 11.851              | 7.825   | 1.590    | 2.050   | 74             | 312                 |
| 2014      | 39.332              | 32.477  | 1.922    | 2.052   | 285            | 2.596               |
| 2015      | 158.657             | 136.743 | 6.198    | 3.495   | 1.161          | 11.060              |
| 2016      | 266.250             | 243.691 | 6.837    | 4.107   | 1.824          | 9.791               |
| 2017      | 48.974              | 43.620  | 1.141    | 1.290   | 361            | 2.562               |
| 2018      | 44.167              | 37.257  | 786      | 669     | 341            | 5.114               |
| 2019      | 39.270              | 33.163  | 655      | 573     | 293            | 4.586               |
| 2020      | 36.433              | 30.982  | 518      | 601     | 231            | 4.101               |
| 2021      | 54.903              | 48.699  | 772      | 520     | 321            | 4.591               |
| 2022      | 70.976              | 65.556  | 895      | 366     | 340            | 3.819               |
| 2023      | 102.930             | 96.819  | 1.467    | 366     | 469            | 3.809               |
| 2024      | 76.765              | 71.746  | 1.152    | 320     | 414            | 3.133               |
| 2010–2024 | 960.833             | 854.231 | 25.089   | 19.559  | 6.182          | 55.772              |

### Regionale und lokale Verteilung in Deutschland
Im Jahr 2020 lebten in Nordrhein-Westfalen 317.000 syrische Staatsangehörige ohne deutschen Pass, in Niedersachsen 113.000, in Baden-Württemberg 96.000, in Bayern 88.000 und in Berlin 64.000.
Ein großer Teil der Syrer hat sich in den westdeutschen Großstädten angesiedelt, insbesondere im Ruhrgebiet, sowie in Berlin. Dort existierte bereits eine große arabisch-levantinische Gemeinschaft, die hauptsächlich aus libanesischen und palästinensischen Migranten besteht, die in den 1980er Jahren nach Deutschland kamen. Während es in Ostdeutschland und in Bayern in der Fläche nur wenig Syrer gibt, gibt es beträchtliche syrische Gemeinschaften in den größeren Städten in Ostdeutschland wie etwa Leipzig und Dresden. In diesen beiden Städten stellen Syrer die größte nicht-europäische Migrantengruppe.

### Einbürgerungen
Von 2011 bis 2024 haben rund 252.500 Personen syrischer Herkunft die deutsche Staatsbürgerschaft erworben. Der starke Anstieg ist vor allem auf den Syrien-Konflikt zurückzuführen, der 2011 begann und eine große Fluchtbewegung auslöste. In den Jahren 2014 bis 2016 erreichte die sogenannte Migrationskrise ihren Höhepunkt, in deren Folge viele Syrer nach Deutschland kamen und später eingebürgert wurden.
| Jahr   | 1980  | 1981   | 1982   | 1983   | 1984   | 1985  | 1986  | 1987  | 1988  | 1989  |
| ------ | ----- | ------ | ------ | ------ | ------ | ----- | ----- | ----- | ----- | ----- |
| Anzahl |       | 259    | 182    | 203    | 244    | 256   | 276   | 297   | 338   | 354   |
| Jahr   | 1990  | 1991   | 1992   | 1993   | 1994   | 1995  | 1996  | 1997  | 1998  | 1999  |
| Anzahl | 334   | 393    | 475    | 626    | 678    | 602   | 645   | 672   | 886   | 811   |
| Jahr   | 2000  | 2001   | 2002   | 2003   | 2004   | 2005  | 2006  | 2007  | 2008  | 2009  |
| Anzahl | 1.609 | 1.337  | 1.158  | 1.157  | 1.070  | 1.061 | 1.226 | 1.108 | 1.156 | 1.342 |
| Jahr   | 2010  | 2011   | 2012   | 2013   | 2014   | 2015  | 2016  | 2017  | 2018  | 2019  |
| Anzahl | 1.401 | 1.454  | 1.321  | 1.508  | 1.820  | 2.027 | 2.263 | 2.479 | 2.880 | 3.860 |
| Jahr   | 2020  | 2021   | 2022   | 2023   | 2024   |       |       |       |       |       |
| Anzahl | 6.700 | 19.095 | 48.385 | 75.485 | 83.185 |       |       |       |       |       |

### Migrationsformen
Die Migration von Syrern nach Deutschland fand im Wesentlichen seit den 1970er-Jahren über drei Migrationswege statt: Bildungsmigration, Fluchtmigration und Familienzusammenführung.
- Bildungsmigration: Bereits in den 1970er-Jahren kamen Syrer im Rahmen von Bildungsmigration – vor allem im Bereich Medizin und Ingenieurswesen – in die Bundesrepublik Deutschland. In der DDR gab es mit Syrien einen bilateralen Vertrag zur beruflichen Aus- und Weiterbildung, vor allem im Bereich von Technik und Ingenieurwissenschaften.[21]

- Fluchtmigration: Der größte Teil der Syrer kam durch Fluchtmigration nach Deutschland, davon wiederum der Großteil infolge des Syrischen Bürgerkrieges ab 2011. Zwischen 2012 und 2020 bekamen zwischen 81,9 (2018) bis 97,9 % (2016) der syrischen asylsuchenden Syrer einen Schutzstatus.[22] Bereits in den 1980er kamen viele Syrer infolge der staatlichen Repression und des Massakers von Hama über Asylmigration nach Deutschland.[21]
- Familienzusammenführung: Insgesamt 13 % der Syrer (Stand 2020) kamen über Familienzusammenführung nach Deutschland, bei Frauen beträgt der Anteil 19 %.[21]

### Bildung
Das Bildungsprofil der Syrer in Deutschland ist polarisiert, ein Grund dafür ist das im Vergleich zur deutschen Gesamtbevölkerung deutlich niedrigere Durchschnittsalter der Gruppe. Nach Zahlen des Statistischen Bundesamtes aus dem Jahr 2020 waren 47 % der Syrer noch in Ausbildung oder nicht schulpflichtig, 39 % ohne berufsqualifizierenden Abschluss und 14 % mit berufsqualifizierendem Abschluss.
Deutlich anders stellen sich die Zahlen dar bei denen mit einem berufsqualifizierenden Abschluss, wonach 56 % der Syrer mit Abschluss einen akademischen und 44 % einen nicht-akademischen Abschluss haben (gegenüber 26 %, bzw. 74 % im Durchschnitt der deutschen Bevölkerung). Unter den Syrern mit nichtakademischen Abschlüssen hatten 50 % Abitur, 6 % die Fachhochschulreife, 16 % Mittlere Reife und 28 % einen Hauptschulabschluss.
| Bildung von Syrern in Deutschland | Bildung von Syrern in Deutschland         | Bildung von Syrern in Deutschland         | Bildung von Syrern in Deutschland  | Bildung von Syrern in Deutschland | Bildung von Syrern in Deutschland |
| --------------------------------- | ----------------------------------------- | ----------------------------------------- | ---------------------------------- | --------------------------------- | --------------------------------- |
| Berufsqualifi. Schulabschluss     | in Ausbildung / noch nicht schulpflichtig | in Ausbildung / noch nicht schulpflichtig | ohne berufsqualifi. Schulabschluss | mit berufsqualifi. Schulabschluss | mit berufsqualifi. Schulabschluss |
| Syrer in Deutschland              | 47 %                                      | 47 %                                      | 39 %                               | 14 %                              | 14 %                              |
| Gesamtbevölkerung                 | 21 %                                      | 21 %                                      | 15 %                               | 64 %                              | 64 %                              |
| Art des Schulabschlusses          | Akademischer Abschluss                    | Akademischer Abschluss                    | Nichtakademischer Abschluss        | Nichtakademischer Abschluss       | Nichtakademischer Abschluss       |
| Syrer in Deutschland              | 56 %                                      | 56 %                                      | 44 %                               | 44 %                              | 44 %                              |
| Gesamtbevölkerung                 | 26 %                                      | 26 %                                      | 74 %                               | 74 %                              | 74 %                              |
| Art des beruflichen Abschluss     | Hauptschule                               | Realschule                                | Fachhochschulreife                 | Fachhochschulreife                | Abitur                            |
| Syrer in Deutschland              | 28 %                                      | 16 %                                      | 6 %                                | 6 %                               | 50 %                              |
| Gesamtbevölkerung                 | 28 %                                      | 26 %                                      | 9 %                                | 9 %                               | 29 %                              |

### Arbeit
| Erwerbstätgkeitsquote von syrischen Geflüchteten in Deutschland (Stand 31.12.2023) | Erwerbstätgkeitsquote von syrischen Geflüchteten in Deutschland (Stand 31.12.2023) | Erwerbstätgkeitsquote von syrischen Geflüchteten in Deutschland (Stand 31.12.2023) | Erwerbstätgkeitsquote von syrischen Geflüchteten in Deutschland (Stand 31.12.2023) |
| Jahre seit Ankunft                                                                 | insgesamt                                                                          | Männer                                                                             | Frauen                                                                             |
| ---------------------------------------------------------------------------------- | ---------------------------------------------------------------------------------- | ---------------------------------------------------------------------------------- | ---------------------------------------------------------------------------------- |
| <1 Jahr                                                                            | 6 %                                                                                | 8 %                                                                                | 3 %                                                                                |
| 2 Jahre                                                                            | 18 %                                                                               | 25 %                                                                               | 2 %                                                                                |
| 3 Jahre                                                                            | 32 %                                                                               | 42 %                                                                               | 8 %                                                                                |
| 4 Jahre                                                                            | 37 %                                                                               | 48 %                                                                               | 10 %                                                                               |
| 5 Jahre                                                                            | 43 %                                                                               | 56 %                                                                               | 14 %                                                                               |
| 6 Jahre                                                                            | 55 %                                                                               | 71 %                                                                               | 18 %                                                                               |
| 7 Jahre                                                                            | 61 %                                                                               | 73 %                                                                               | 29 %                                                                               |

## Zivilgesellschaft
Bis zur Aufstandsbewegung gegen das Assad-Regime und dem darauf folgenden syrischen Bürgerkrieg ab 2011 war das Engagement der syrischen Diaspora-Communitys eher auf den sozialen und kulturellen Bereich beschränkt. Dabei handelte es sich etwa um deutsch-syrische Freundschafts- und Integrationsvereine oder Kulturvereine, die entlang ethnisch-religiöser Linien verliefen, etwa von Kurden und Aramäern.
Seit 2011 hat sich die Zahl zivilgesellschaftlicher Initiativen für die deutsch-syrische Gemeinde bzw. für die Gesellschaft in Syrien stark erhöht; nach einer Erhebung der Migrationsforscherin Nora Jasmin Ragab von 30 Vereinen im Jahr 2010 auf 177 im Jahr 2021. Ragab sieht diese als Folge des Syrischen Bürgerkrieges, der Syrer in Deutschland dazu bewegte, das Streben nach Veränderung und Hilfe für Syrien aus dem Ausland zu unterstützen und sich solidarisch mit der syrischen Freiheits- und Demokratiebewegung zu zeigen. Zu den Initiativen gehört der Dachverband Verband Deutsch-Syrischer Hilfsvereine e.V. (VDSH), dem 35 Organisationen angehören. Die Vereine verteilen sich entsprechend der demografischen Verteilung von Syrern in Deutschland vor allem auf Westdeutschland und Berlin.
Die Fluchtmigration ab insbesondere 2015 trug zu einer weiteren Diversifizierung und Transnationalisierung der syrischen Zivilgesellschaft in Deutschland bei, da viele syrische Aktivisten nach ihrer Flucht ihr Engagement in Deutschland fortsetzten und sich ihrerseits an bestehenden Initiativen beteiligten oder neue gründeten.
Deutsch-syrische zivilgesellschaftliche Organisationen sind vor allem in den Bereichen Kultur und Integration, Humanitäre Hilfe, Entwicklungszusammenarbeit, gesellschaftlich-politische Bildung und Menschenrechte tätig. Ebenso gibt es Berufsverbände wie etwa die Syrische Gesellschaft für Ärzte und Apotheker in Deutschland (SyGAAD).

## Syrische Ärzte und Apotheker in Deutschland
Nach Zahlen der Bundesärztekammer stellen Syrer mit weitem Abstand die größte Gruppe ausländischer Ärzte in Deutschland. Ende 2023 gab es 6.121 syrische Ärzte in Deutschland; gefolgt von Ärzten aus Rumänien (4.668). 2022 waren es 5.300. Das SyGAAD-Vorstandsmitglied Husam Tarabin schätzt, dass es einschließlich deutscher Staatsbürger rund 15.000–20.000 syrisch-stämmige Ärzte in Deutschland gibt. Hinzu kommen geschätzt rund 2000–3000 syrische Apotheker.

## Bekannte syrisch-stämmige Personen in Deutschland (Auswahl)
Funktionäre
- Aiman Mazyek (* 1969 in Aachen), ehemaliger Vorsitzender des Zentralrats der Muslime

Künstler
- Aeham Ahmad (* 1988 in Jarmuk, Damaskus), Pianist
- Aziz Dyab (* 1995 in Idlib), Schauspieler
- Hanin Elias (* 1972 in Wittlich), Musikerin

Politiker
- Mike Josef (* 1983 in Qamischli), SPD, Oberbürgermeister von Frankfurt seit 2023
- Lamya Kaddor (* 1978 in Ahlen), Islamwissenschaftlerin, Bundestagsabgeordnete von Bündnis 90/Die Grünen seit 2021
- Rasha Nasr (* 1992 in Dresden), Bundestagsabgeordnete der SPD seit 2021

Schriftsteller
- Rasha Abbas (* 1984 in Latakia), Schriftstellerin und Journalistin
- Adel Karasholi (* 1936 in Damaskus), Schriftsteller und Übersetzer
- Yassin al-Haj Saleh (* 1961 in ar-Raqqa), Schriftsteller und Journalist
- Rafik Schami (* 1946 in Damaskus), Schriftsteller und Hochschullehrer

Sportler
- Aias Aosman (* 1994 in Qamischli), Fußballspieler
- Mahmoud Charr (* 1984 in Beirut, Libanon), Boxer
- Mahmoud Dahoud (* 1996 in Amude), Fußballspieler
- Rafed El-Masri (* 1982 in Clausthal-Zellerfeld), Schwimmsportler
- Sarah Mardini (* 1995 in Damaskus), Schwimmsportlerin
- Yusra Mardini (* 1998 in Damaskus), Schwimmsportlerin

Wissenschaftler
- Aladin El-Mafaalani (* 1978 in Datteln), Soziologe und Hochschullehrer
- Ijad Madisch (* 1980 in Wolfsburg), Virologe und Gründer von ResearchGate
- Bassam Tibi (* 1944 in Damaskus), Soziologe, Politikwissenschaftler und Hochschullehrer